# Cristina Gómez Arquer
Cristina Gómez Arquer (* 22. März 1968 in Barcelona) ist eine ehemalige spanische Handballspielerin. Mit 277 Länderspielen zählt sie zu den Rekordspielerinnen der Spanischen Nationalmannschaft.

## Karriere
Cristina Gómez Arquer spielte lange Jahre bei Mar Valencia, mit dem sie 1997 die EHF Champions League, 2000 den Europapokal der Pokalsieger und mehrfach die spanische Meisterschaft gewann.
Gómez Arquer nahm mit der Spanischen Nationalmannschaft an den Olympischen Spielen 1992 in Barcelona und 2004 in Athen teil.